# Joachim Ammann
Joachim Ammann OSB (* 28. Februar 1898 in Wil SG, Schweiz als Alois Ammann; † 19. August 1981 in Münsterschwarzach) war ein Schweizer Missionsbenediktiner  und Abtbischof.

## Leben
Nach der Matura an der Klosterschule Einsiedeln trat Alois Ammann, Sohn eines Dessinateurs, 1919 in die Erzabtei Sankt Ottilien ein. Am 5. April 1920 legte er die Profess ab. Am 9. März 1923 wurde er nach dem Theologiestudium zum Priester des Benediktinerordens geweiht und anschliessend in die Mission nach Tanganjika, Tansania, gesandt. Am 29. Mai 1932 wurde er  von Papst Pius XI. zum Abtordinarius der Abbatia nullius Ndanda und am 11. Dezember 1933 zum Titularbischof von Petnelissus ernannt. Der Bischof von Augsburg Joseph Kumpfmüller spendete ihm am 11. März 1934 unter Assistenz von Albinus Raymund Netzhammer OSB, des ehemaligen Erzbischofs von Bukarest und von Joseph Ambühl, Bischofs von Basel und Lugano, die Bischofsweihe. Am 15. Dezember 1948 gab Ammann die Leitung der Abtei und der dazugehörigen Teilkirche Ndanda ab und kehrte 1949 krankheitsbedingt nach Europa zurück. Anschliessend lebte er in Freiburg i.Üe. und ab 1958 in der Abtei Münsterschwarzach. Er nahm als Konzilsvater an allen vier Sitzungen des Zweiten Vatikanischen Konzils teil.